# 펌프 잇 업 Extra
펌프 잇 업 엑스트라는 일곱번째 버전으로 여러 가지 면에서 특이한 버전이다. 테크노 모션이라는 9발판짜리 댄스 게임을 만든 F2 시스템에서 만든 외주작이다. 그래서 이전작들과는 뭔가 상당히 다른 이질적인 느낌이었다. 커맨드가 확 바뀌었고, 모드를 처음 시작할 때 고르는게 아니라 게임을 하면서 바꾸는 방식으로 인터페이스도 달라졌다. 그래서 이 버전을 기준으로 구버전 신버전으로 나뉘어 진다. 역대 펌프 잇 업 시리즈 중 1st와 더불어 대단히 판정이 짠 편이라고 한다. 테크노 모션의 요소를 여럿 도입했는데 대표적으로 러쉬 모드이며 노래 자체와 채보가 나오는 속도로 빨라진다. 다만 이 모드는 몇개의 곡은 안걸리도록 되어 있는데, 서태지의 전 곡은 자신의 곡이 제대로 된 속도를 요구하며, 마음대로 수정하는 것을 원치 않는 것 때문에 러쉬모드가 안걸리도록 되어 있다. 그리고 펌프에 롱노트라는 것이 처음 생긴 버전. 또한 노트스킨 기능을 시리즈 최초 도입하였고, 굿에서 콤보가 이어지는 최초의 버전. 엑스트라 익스퍼트 모드의 난이도는 1st Level~5th Level, 그리고 Final Level의 난이도로 표시되는데 이게 난이도 형평성이 없다. 대표적인 일례로 당시 베토벤 바이러스가 1st Level, 엑스트라바간자가 3rd Level이었는데, 현재는 각각 13, 11로 책정되어 있고 1단계가 3단계보다 더 어려웠다는 말이다. 난이도도 뒤죽박죽이라 가뜩이나 당시로서는 입문이 어려웠던 크레이지가 더 안습이 되어버렸다. 그나마 위안이 되는 건 나이트메어 모드의 기초였던 XX Double이 있었다는 것인데, 이쪽도 패턴이 영 아니였다. 그리고 리믹스 더블로 리믹스를 플레이 하게 되면 3스테이지를 똑같이 플레이할 수 있는 버그가 있다. 원래 리믹스를 선곡하게 되면 2스테이지로 줄어들어야 되는게 맞고, 싱글에서는 잘 적용되는데 유독 더블의 경우만 이렇게 버그가 나타난다.

## 대표 곡
스타리안, 자책, 치킨 윙, 파이널 오디션 에피소드 1

## 러쉬 모드가 걸리지 않는 곡 목록[3]
- 드렁큰 타이거 & 허니 패밀리 - 드렁큰 패밀리 리믹스
- 반야 - 테크노 리피토먼트 리믹스[4]
- 젝스키스 - 젝스키스 리믹스
- 서태지, 서태지와 아이들 수록곡 전부(난 알아요, 환상속의 그대, 우리들만의 추억, 하여가, 필승, 울트라 매니아).
- 크라잉 넛 - 서커스 매직 유랑단[5]
- F2 오리지널 - 라젠스키 캉캉

## 플레이 가능 모드
- 따로 모드 셀렉트가 나오지 않으며, 곡 선택에서 원하는 모드를 선택하는 방식으로 변경.
  - 노멀
  - 하드
  - 더블[6]
  - 리믹스[7]
  - eXtra eXpert[8]

## 곡 목록
굵은 노래는 펌프 잇 업의 인기 명곡이고 기울인 노래는 펌프 잇 업의 비인기, “”표시는 펌프 잇 업 최신작에서 재등장하지 못하고 있는 경우와 前 인기곡, ‘’표시는 펌프 잇 업에서 유일하게 인기곡으로 승격할 뻔했던 경우, 굵은 동그라미는 추가된 스텝이다.
| 아티스트          | 노래                     | 노멀 | 하드 | 더블 | XX | XX 더블 |
| ----------------- | ------------------------ | ---- | ---- | ---- | -- | ------- |
| 핑클              | “영원한 사랑”            | O    | X    | X    | X  | X       |
| 유승준            | 열정                     | O    | O    | O    | X  | X       |
| 클론              | 펑키 투나잇              | X    | O    | O    | X  | X       |
| 노바소닉          | 또다른 진심              | O    | O    | O    | X  | X       |
| 드렁큰 타이거     | 난 널 원해               | O    | X    | O    | X  | X       |
| 반야              | 코울                     | X    | X    | O    | X  | X       |
| 반야              | 엑스트라바간자           | X    | X    | X    | O  | O       |
| H.O.T.            | I-야!                    | X    | O    | O    | X  | X       |
| H.O.T.            | 투지                     | O    | X    | O    | X  | X       |
| 젝스키스          | 컴 백                    | X    | O    | X    | X  | X       |
| 젝스키스          | 뫼비우스의 띠            | X    | O    | O    | X  | X       |
| 조PD              | 피버                     | O    | O    | O    | X  | X       |
| 반야              | 태동                     | X    | O    | O    | X  | X       |
| 반야              | 터키 행진곡              | X    | O    | O    | O  | O       |
| 반야              | 프리 스타일              | O    | X    | O    | X  | X       |
| 타샤니            | 경고                     | O    | O    | O    | X  | X       |
| 유승준            | 연가                     | O    | O    | O    | X  | X       |
| 이주노            | 투 더 탑                 | O    | O    | X    | X  | X       |
| 듀스              | “우리는”                 | X    | O    | O    | X  | X       |
| 지누션            | ‘말해줘’                 | X    | O    | X    | X  | X       |
| 아티스트          | 노래                     | 노멀 | 하드 | 더블 | XX | XX 더블 |
| 반야              | 첫사랑                   | O    | O    | O    | X  | X       |
| 반야              | 사랑가                   | O    | O    | O    | X  | X       |
| 반야              | 무혼                     | O    | O    | O    | X  | X       |
| 반야              | 미스터 라푸스            | O    | O    | O    | O  | O       |
| DJ DOC            | “런 투 유”               | O    | O    | O    | X  | X       |
| 반야              | 펌프 점프                | O    | O    | O    | X  | X       |
| 반야              | 베토벤 바이러스          | O    | O    | O    | O  | O       |
| 박지윤            | 성인식                   | O    | O    | O    | X  | X       |
| 서태지와 아이들   | 난 알아요                | O    | O    | O    | X  | X       |
| 서태지와 아이들   | 환상속의 그대            | O    | O    | O    | X  | X       |
| 서태지와 아이들   | 우리들만의 추억          | O    | O    | O    | O  | O       |
| 서태지와 아이들   | 하여가                   | O    | O    | O    | X  | X       |
| 서태지와 아이들   | 필승                     | O    | O    | O    | X  | X       |
| 서태지            | 울트라 매니아            | O    | O    | O    | X  | X       |
| 나즈카            | 보나시아                 | O    | O    | O    | X  | X       |
| 노바소닉          | 슬램                     | O    | O    | O    | O  | O       |
| 아티스트          | 노래                     | 노멀 | 하드 | 더블 | XX | XX 더블 |
| 피플크루          | 야화                     | O    | O    | O    | X  | X       |
| 크라잉 넛         | ‘서커스 매직 유랑단’     | X    | O    | O    | X  | X       |
| 틴틴파이브        | 머리치워 머리            | O    | O    | O    | X  | X       |
| 넥스트            | 나는 쓰레기야            | X    | X    | X    | O  | O       |
| B.O.K.            | 펑키 자키                | O    | O    | O    | X  | X       |
| 듀크              | “스타리안”               | X    | O    | O    | X  | X       |
| X-틴              | 빅 머니                  | O    | O    | O    | X  | X       |
| O.P.P.A.          | 와요 와요                | O    | O    | O    | X  | X       |
| U'투              | “자책”                   | O    | O    | O    | X  | X       |
| 허니패밀리        | 랩교 3막                 | O    | O    | O    | X  | X       |
| 반야              | 치킨 윙                  | X    | X    | X    | O  | O       |
| F2 오리지널       | 홀리데이                 | X    | X    | X    | O  | O       |
| F2 오리지널(반야) | 라젠스키 캉캉            | X    | X    | X    | O  | O       |
| 유승준            | 찾길 바래                | O    | O    | O    | X  | X       |
| 티티마            | ‘론너’                   | X    | O    | O    | O  | O       |
| 이박사            | ‘몽키 매직’              | O    | O    | O    | O  | O       |
| 듀스              | ‘굴레를 벗어나’          | O    | O    | O    | X  | X       |
| O-24              | 블라인드 페이스          | O    | O    | O    | X  | X       |
| 넥스트            | 라젠카 세이브 어스       | O    | O    | O    | X  | X       |
| DJ DOC            | ‘뱃놀이’                 | O    | O    | O    | X  | X       |
| 이현도            | ‘삐에로’                 | O    | O    | O    | X  | X       |
| 반야              | 파이널 오디션 에피소드 1 | X    | O    | O    | O  | O       |
| 클론              | 초련 (테크노 믹스)       | X    | X    | X    | O  | O       |
| 아티스트          | 노래                     | 노멀 | 하드 | 더블 | XX | XX 더블 |

## 리믹스 곡 목록
| 아티스트                  | 노래                   | 싱글 | 더블 | 수록곡                                            |
| ------------------------- | ---------------------- | ---- | ---- | ------------------------------------------------- |
| 터보                      | “터보 리믹스”          | O    | O    | 선택 온리 세븐틴 나 어릴적의 꿈 굿바이 예스터데이 |
| 드렁큰 타이거/허니 패밀리 | 드렁큰 패밀리 리믹스   | O    | O    | 난 널 원해 랩교 1막                               |
| 반야                      | 리피토먼트 리믹스      | O    | O    | (원곡)                                            |
| 박진영                    | 박진영 리믹스          | O    | O    | 그녀는 예뻤다 키스 미                             |
| 젝스키스                  | ‘젝스키스 리믹스’      | O    | O    | 뫼비우스의 띠 폼생폼사 컴백                       |
| 허니 패밀리/피플크루      | 엑스트라 힙합 리믹스   | O    | O    | 랩교 3막 야화                                     |
| 이박사                    | ‘이박사 리믹스’        | O    | O    | 영맨 하이스쿨 록큰롤                              |
| O-24/X-틴                 | 엑스트라 디스코 리믹스 | O    | O    | 블라인드 페이스 빅 머니                           |
| 듀스                      | ‘엑스트라 듀스 리믹스’ | O    | O    | 이현도의 삐에로 굴레를 벗어나                     |
| 반야                      | 엑스트라 반야 리믹스   | O    | O    | 파이널 오디션 에피소드 1 치킨 윙                  |
| 아티스트                  | 노래                   | 싱글 | 더블 | 수록곡                                            |

| 펌프 잇 업 시리즈             | 펌프 잇 업 시리즈 | 펌프 잇 업 시리즈 | 펌프 잇 업 시리즈 | 펌프 잇 업 시리즈   |
| ----------------------------- | ----------------- | ----------------- | ----------------- | ------------------- |
| 펌프 잇 업 Perfect Collection | <-                | 펌프 잇 업 Extra  | ->                | 펌프 잇 업 리버스   |
| 펌프 잇 업 Perfect Collection | <-                | 펌프 잇 업 Extra  | ->                | 펌프 잇 업 프리미어 |